# Huadian
Huadian (chiń. upr. 桦甸; pinyin Huàdiàn) – miasto na prawach powiatu w północno-wschodnich Chinach, w prowincji Jilin, w prefekturze miejskiej Jilin.
W 1999 roku liczba mieszkańców miasta-powiatu wynosiła 440 669 osób.